# Polski Kontyngent Wojskowy w Bośni i Hercegowinie
Polski Kontyngent Wojskowy w Bośni i Hercegowinie (PKW Bośnia i Hercegowina) – wydzielony komponent Sił Zbrojnych RP, przeznaczony do działań operacyjnych w ramach sił NATO IFOR i SFOR, od 2004 EUFOR Althea Unii Europejskiej, na terenie Bośni i Hercegowiny. Jednostka Wojskowa 2059 (PJW) i 4810 (PKW).
PKW Bośnia i Hercegowina na przestrzeni lat nosił m.in. następujące oficjalne nazwy:
- 1995–1996: Polski Kontyngent Wojskowy w Siłach Implementacyjnych w Bośni i Hercegowinie,
- 1996–1998: Polski Kontyngent Wojskowy w Siłach Stabilizacyjnych w Bośni i Hercegowinie,
- od 2014: Polski Kontyngent Wojskowy w operacji wojskowej Unii Europejskiej w Bośni i Hercegowinie.

## Historia

### IFOR
14 listopada 1995 strony wojny domowej w Bośni i Hercegowinie zawarły układ w Dayton – porozumienie pokojowe kończące konflikt. Na jego mocy wojska serbskie i bośniacko-chorwackie wstrzymały działania bojowe i rozpoczęły demilitaryzację. Nad wprowadzeniem w życie zapisów układu miały czuwać działające na podstawie mandatu Rady Bezpieczeństwa ONZ Siły Implementacyjne – IFOR, dowodzone przez NATO. Przejęły one odpowiedzialność od nieskutecznych Sił Ochronnych ONZ – UNPROFOR.
Polska, aspirująca do członkostwa w NATO, była żywotnie zainteresowania uczestnictwem w IFOR: 6 listopada 1995 Sekretarz generalny NATO otrzymał list w tej sprawie. Po wyrażeniu zgody Rada Ministrów uchwałą z 5 grudnia 1995 r. podjęła decyzję o utworzeniu kontyngentu wojskowego do misji – tym samym polskie jednostki po raz pierwszy wzięły udział w operacji wojskowej w strukturach północnoatlantyckich.

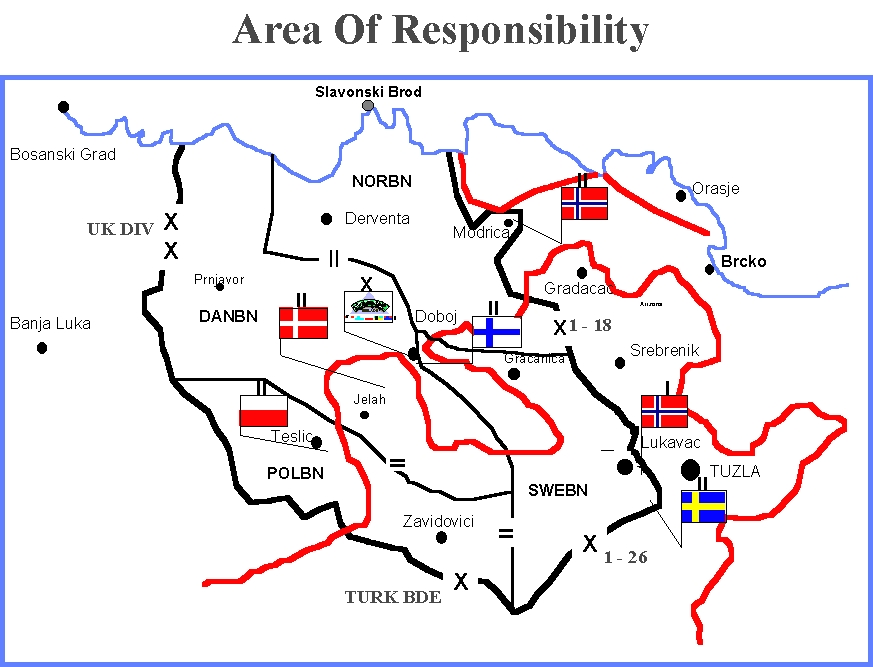
Strefa odpowiedzialności (AOR) POLBN

W przeciwieństwie do pododdziałów z krajów nordyckich, jednostkę SZ RP w IFOR nie stanowił Polski Batalion w siłach pokojowych ONZ (został on wycofany w grudniu 1995). Liczący ok. 670 żołnierzy polski kontyngent utworzono na bazie 16 batalionu powietrznodesantowego 6 Brygady Desantowo-Szturmowej, jednostki zgłoszonej w styczniu 1995 r. do programu Partnerstwo dla Pokoju. Pierwszą grupę oficerów wysłano do Danii w celu sformowania dowództwa wspólnej brygady już październiku 1995, 20 grudnia rozpoczęto jej przerzut do Bośni. Reszta PKW, po kilkutygodniowych przygotowaniach, pięcioma transportami kolejowymi wyruszyła do Bośni (19 stycznia grupa przygotowawcza, 29, 30 i 31 zasadnicza część batalionu).
5 lutego 1996 r. 624-osobowy polski batalion (POLBAT lub POLBN) oficjalnie rozpoczął misję. Operacyjnie został podporządkowany Brygadzie Nordycko-Polskiej (NORDPOLBDE), wchodzącej w skład Wielonarodowej Dywizji Północ/Task Force Eagle (na bazie amerykańskiej 1 Dywizji Pancernej). Do zadań batalionu należały:
- zabezpieczenie wyborów we wrześniu 1996 roku,
- zapewnienie bezpieczeństwa cywilom i siłom międzynarodowym,
- demilitaryzacja podporządkowanego rejonu,
- obsadzenie posterunków i punktów kontrolnych,
- wsparcie pomocy humanitarnej.

Polskie pododdziały stacjonowały w miejscowościach Teslić, Žepče i Jelah, na pograniczu Federacji Bośni i Hercegowiny i Republiki Serbskiej (Narodowy Element Zaopatrzenia (NSE) w ramach Nordycko-Polskiej Grupy Zaopatrzenia rozlokowano na Węgrzech w mieście Pecz). Ze względu na charakter działań kompanie szturmowe wyposażono w 10 wozów bojowych BWP-1 (1 ksz) i 42 wozy opancerzone BRDM-2 (2 i 3 ksz).

### SFOR
Mandat IFOR-u wygasł 20 grudnia 1996 r. i w związku z faktem niewypełnienia wszystkich postanowień traktatu na jego miejsce powołano Siły Stabilizacyjne – SFOR. Wojska NATO na terenie Bośni i Hercegowiny zredukowano z ok. 60 tys. do 32 tys. żołnierzy. Zmniejszeniu uległ także PKW: do ok. 500 żołnierzy, w tym 443 w POLBAT. Polski kontyngent ponownie bazował na 16 batalionie powietrznodesantowym. Zakres pełnionych zadań pozostał zbliżony, z większym naciskiem na stabilizację sytuacji w terenie.
W ramach ćwiczeń Dynamic Response 98 na przełomie marca i kwietnia 1998 do Bośni i Hercegowiny skierowany został Odwód Strategiczny Dowódcy Sił SFOR – 18 batalion desantowo-szturmowy (chwilowo na terenie Bośni znajdowało się ok. 1000 polskich żołnierzy).
Postępująca normalizacja sytuacji na terenie Bośni i Hercegowiny i utworzenie sił wielonarodowych KFOR w Kosowie (w skład których weszła Polska Jednostka Wojskowa (PJW) Odwodu Strategicznego) skutkowały zmniejszeniem liczebności SFOR oraz zmianami w strukturze organizacyjnej. 5 stycznia 2000 Brygadę Nordycko-Polską oficjalnie zredukowano do formy Nordycko-Polskiej Grupy Bojowej (NORDPOLGB), stanowiącej odpowiednik wzmocnionego batalionu. W wyniku tych zmian redukcji uległ polski kontyngent, który został także dyslokowany w miejscowości Doboj, gdzie doszło do unifikacji z batalionem duńskim w ramach grupy bojowej. Do Doboju został także przeniesiony NSE po rozwiązaniu Nordycko-Polskiej Grupy Zaopatrzenia w węgierskim Peczu.
W ramach ćwiczeń Dynamic Response 2001 na przełomie kwietnia i maja 2001 polski kontyngent został wzmocniony 2 kompanią zmechanizowaną ze składu 10 batalionu zmechanizowanego 10 Brygady Kawalerii Pancernej nowej PJW Odwodu Strategicznego. Po przeprowadzeniu ćwiczeń kompanię skierowano do wzmocnienia kontyngentu w Kosowie. Do ostatnich ćwiczeń z tego cyklu z udziałem PJW OS, Dynamic Response 2002 we wrześniu 2002 skierowano już tylko elementy sztabowe, które na czas szkolenia przejęły dowództwo nad polskimi kompaniami NORDPOLBG.
W styczniu 2003 nastąpiła kolejna restrukturyzacja Sił Stabilizacyjnych: wielonarodowe dywizje zostały zredukowane do stopnia brygad. Zmiany dotyczyły także Nordycko-Polskiej Grupy Bojowej: 5 stycznia 2003 została oficjalnie przekształcona w Wielonarodową Grupę Bojową (MNBG), współtworzoną przez kontyngent polski, portugalski i słoweński. W rezultacie MNGB tworzyły dwa oddzielne bataliony piechoty (polski i portugalski). 

### EUFOR
2 grudnia 2004 Unia Europejska przejęła od NATO odpowiedzialność za nadzór wdrożenia z porozumienia z Dayton – SFOR został zastąpiony przez EUFOR Althea. Nastąpiła restrukturyzacja sił pokojowych, obejmująca m.in. Polski Kontyngent Wojskowy. W związku z rozwiązaniem Wielonarodowej Grupy Bojowej i utworzeniem w ramach Sił Zadaniowych Północ (MNTF-N) polsko-portugalsko-tureckiego Batalionu Manewrowego, trzon PKW stanowiła kompania manewrowa w Camp Eagle Base w miejscowości Tuzla. Do zadań kompanii należało:
- zapewnienie bezpieczeństwa władzom lokalnym w celu implementacji porozumień z Dayton,
- utrzymywanie obecności wojskowej, w tym prowadzenie patroli,
- ochrona żołnierzy i pracowników EUFOR, w tym VIP-ów i zespołów obserwacyjno-łącznikowych[10].

Drugi element PKW stanowiły zespoły obserwacyjno-łącznikowe, mające na celu:
- monitorowanie bieżącej sytuacji,
- utrzymywanie kontaktów cywilno-wojskowych.

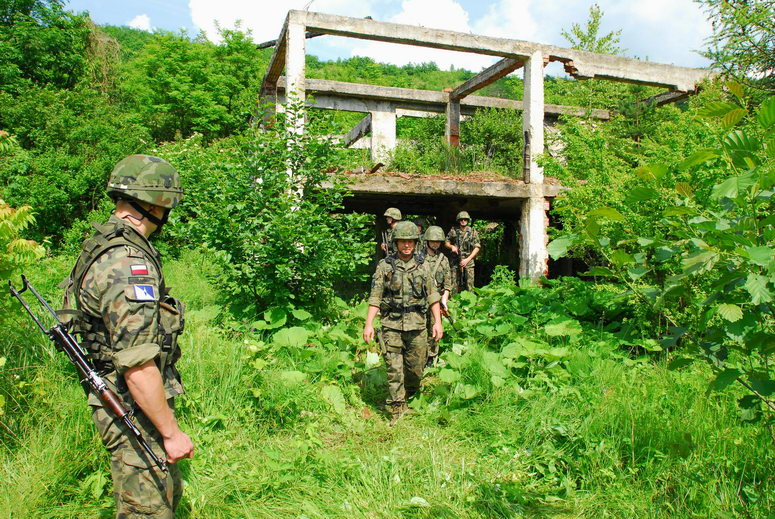
Żołnierze PKW na patrolu

W 2007 w ramach redukcji sił pokojowych UE i dostosowania struktury EUFOR do sytuacji na terenie misji:
- 26 kwietnia 2007 nastąpiło rozwiązanie sił zadaniowych i przekazanie ich zadań Wielonarodowemu Batalionowi Manewrowemu (MNMB). Polski element batalionu stanowiła kompania manewrowa, wystawiana przez Żandarmerię Wojskową,
- 27 czerwca 2007 nastąpiło przekazanie bazy wojskowej Camp Eagle Base w Tuzli Siłom Zbrojnym BiH. Kompania manewrowa i Narodowy Element Zaopatrzenia zostały przeniesione do bazy Camp Butmir pod Sarajewem[11].

1 grudnia 2010 r. Polski Kontyngent Wojskowy EUFOR Althea oficjalnie przekazał dowodzenie Polskiemu Kontyngentowi Wojskowemu EUFOR/MTT (Mobile Training Teams) – wiązało się z redukcją polskich sił zbrojnych na terenie Bośni i Hercegowiny (górny limit ustalono na 50 żołnierzy i pracowników) i zmianą zadań. Obejmują one:
- szkolenie Sił Zbrojnych Bośni i Hercegowiny i doradztwo w zakresie tworzenia zdolności wojskowych (w ramach zespołów szkoleniowych)
- współpracę cywilno-wojskową (w ramach zespołów obserwacyjno-łącznikowych),
- udzielanie pomocy humanitarnej.

Ostatecznie zakończyło to etap stabilizacyjny w historii kontyngentu, a rozpoczęło doradczo-szkoleniowy.
Ponadto w latach 2003–2014 (po rezygnacji z utrzymywania PJW OS) polskie kontyngenty wojskowe w siłach międzynarodowych w Bośni i Hercegowinie (SFOR, EUFOR) oraz Kosowie (KFOR) mogły się wzajemnie posiłkować w sytuacji zagrożenia. Ze względu na zmianę charakteru zadań PKW EUFOR/MTT nie ma takich zdolności.
Oprócz kontyngentu wojskowego, w Bośni i Hercegowinie w latach 1997–2011 stacjonował także Polski Kontyngent Policyjny.

## Struktura organizacyjna

### IFOR
Struktura organizacyjna I zmiany PKW IFOR/SFOR:
- Dowództwo PKW – POLBN (polski batalion operacyjny) (Teslić)
  - 1 kompania szturmowa (Žepče)
  - 2 kompania szturmowa (Jelah)
  - 3 kompania szturmowa (Jelah)
  - kompania dowodzenia (Teslić)
  - kompania wsparcia (Žepče)
  - kompania zaopatrzenia (Teslić)
  - pluton łączności (Teslić)
  - pluton medyczny (Teslić)
  - pluton remontowy (Jelah)
  - pluton saperów (Teslić)
- Narodowy Element Zaopatrzenia (Pecz)
- żandarmeria wojskowa MP Coy NORDPOLBDE (Doboj)
- personel w HQ IFOR/SFOR, MNDN, NORDPOLBDE (Sarajewo, Tuzla, Doboj)[13]

Czas trwania, dowódcy, jednostka wystawiająca oraz liczebność poszczególnych zmian:
| Zmiana | Początek | Koniec  | Dowódca             | Wystawiająca   | Liczebność |
| ------ | -------- | ------- | ------------------- | -------------- | ---------- |
| I      | 02.1996  | 02.1997 | ppłk Marek Żerdecki | 6 BDSz: 16 bpd | ok. 670    |

### SFOR
Struktura organizacyjna II-VI zmiany PKW SFOR:
- Dowództwo PKW – POLBAT (polski batalion operacyjny) (Teslić)
  - 1 kompania szturmowa (Žepče)
  - 2 kompania szturmowa (Jelah)
  - kompania dowodzenia (Teslić)
  - kompania logistyczna (Teslić)
  - pluton medyczny (Teslić)
- Narodowy Element Zaopatrzenia (Pecz)
- personel w HQ SFOR, MNDN, NORDPOLBDE (Sarajewo, Tuzla, Doboj)[15]

Czas trwania, dowódcy, jednostka wystawiająca oraz liczebność poszczególnych zmian:
| Zmiana | Początek | Koniec  | Dowódca                   | Wystawiająca   | Liczebność | Struktura |
| ------ | -------- | ------- | ------------------------- | -------------- | ---------- | --------- |
| II     | 02.1997  | 01.1998 | ppłk Edward Gruszka       | 6 BDSz: 16 bpd | ok. 500    |           |
| III    | 01.1998  | 07.1998 | ppłk Edward Gruszka       | 6 BDSz: 16 bpd | ok. 500    |           |
| IV     | 07.1998  | 02.1999 | ppłk Tadeusz Sapierzyński |                | ok. 500    |           |
| V      | 02.1999  | 07.1999 | ppłk Tadeusz Sapierzyński |                | ok. 500    |           |
| VI     | 07.1999  | 02.2000 | ppłk Krzysztof Motacki    | 6 BDSz: 6 bdsz | ok. 500    |           |

Struktura organizacyjna PKW w ramach Nordycko-Polskiej Grupy Bojowej SFOR:
- Dowództwo PKW - NORDPOLBG (nordycko-polska grupa bojowa) (Doboj)
  - 1 kompania piechoty (Doboj)
  - 2 kompania piechoty (Doboj)
  - kompania logistyczna (część) (Doboj)
  - kompania żandarmerii wojskowej (część) (Doboj)
- Narodowy Element Zaopatrzenia (Doboj)
- personel w HQ SFOR, MNDN, HQ Coy i CIMIC (Sarajewo, Tuzla, Doboj)[16]

Struktura organizacyjna PKW w ramach Wielonarodowej Grupy Bojowej SFOR:
- Dowództwo PKW – POLBAT (polski batalion operacyjny) (Doboj)
  - 1 kompania piechoty (Doboj)
  - 2 kompania piechoty (Doboj)
  - kompania dowodzenia (Doboj)
  - kompania logistyczna (Doboj)
- Narodowy Element Zaopatrzenia (Doboj)
- personel w HQ SFOR, MNTFN, MNBG (Sarajewo, Tuzla, Doboj)[17]

### EUFOR Althea
Struktura organizacyjna II-XII zmiany PKW EUFOR:
- Dowództwo PKW (Tuzla → Sarajewo)
  - kompania manewrowa (Tuzla → Sarajewo)
  - Zespół Operacyjno-Łącznikowy (Lukavac → Doboj)
  - Zespół Operacyjno-Łącznikowy (Teslić – Banja Vrućica)
  - Narodowy Element Zaopatrzenia (Tuzla → Sarajewo)
  - personel w HQ EUFOR, MNTFN/MNBN (Sarajewo)[10]

Czas trwania, dowódcy, jednostka wystawiająca oraz liczebność poszczególnych zmian EUFOR:
| Zmiana | Początek | Koniec  | Dowódca                   | Wystawiająca | Liczebność |
| ------ | -------- | ------- | ------------------------- | ------------ | ---------- |
| II     | 02.2005  | 07.2005 | ppłk Jarosław Grygierczyk | 6 BDSz       | ok. 200    |
| III    | 07.2005  | 01.2006 | ppłk Adam Stępień         | 6 BDSz       | ok. 200    |
| IV     | 01.2006  | 07.2006 | ppłk Adam Stępień         | 6 BDSz       | ok. 200    |
| V      | 07.2006  | 01.2007 | ppłk Krzysztof Tytko      | 6 BDSz       | ok. 200    |
| VI     | 01.2007  | 07.2007 | ppłk Paweł Skuza          | 7 BOW        | ok. 200    |
| VII    | 07.2007  | 01.2008 | ppłk Grzegorz Parol       | 2 pa         | ok. 200    |
| VIII   | 01.2008  | 07.2008 | ppłk Dariusz Pałaczyński  | 2 BZ         | ok. 200    |
| IX     | 07.2008  | 01.2009 | ppłk Grzegorz Parol       | 2 pa         | ok. 200    |
| X      | 01.2009  | 08.2009 | ppłk Tomasz Adamczyk      | 7 BOW        | ok. 200    |
| XI     | 08.2009  | 02.2010 | ppłk Krzysztof Krawczak   | 7 BOW        | ok. 200    |
| XII    | 02.2010  | 12.2010 | ppłk Robert Majdecki      | 5 pa         | ok. 200    |

### EUFOR/MTT
Struktura organizacyjna I-VII zmiany PKW EUFOR/MTT:
- Dowództwo PKW (Sarajewo)
  - Mobilny Zespół Szkoleniowy nr 1 – MTT-1 (Doboj)
  - Mobilny Zespół Szkoleniowy nr 2 – MTT-2 (Trawnik)
  - Mobilny Zespół Szkoleniowy nr 3 – MTT-3 (Tuzla)
  - Mobilny Zespół Szkoleniowy nr 4 – MTT-4 (Banja Luka)
  - Zespół Operacyjno-Łącznikowy (Doboj)
  - Zespół Operacyjno-Łącznikowy (Teslić – Banja Vrućica)
  - Narodowy Element Wsparcia (Sarajewo)
  - personel w HQ EUFOR, RCC-C (Sarajewo)[18]

Czas trwania, dowódcy, jednostka wystawiająca oraz liczebność poszczególnych zmian:
| Zmiana | Początek   | Koniec     | Dowódca                   | Wystawiająca | Liczebność |
| ------ | ---------- | ---------- | ------------------------- | ------------ | ---------- |
| I      | 01.12.2010 | 30.07.2011 | ppłk Dariusz Pałaczyński  | 2 BZ         | ok. 40–50  |
| II     | 30.07.2011 | 29.01.2012 | mjr Jacek Chamera         | 2 BZ         | ok. 40–50  |
| III    | 29.01.2012 | 05.09.2012 | ppłk Jacek Zienkowicz     | 2 BZ         | ok. 40–50  |
| IV     | 05.09.2012 | 06.03.2013 | ppłk Tomasz Adamczyk      | 7 BOW        | ok. 40–50  |
| V      | 06.03.2013 | 19.09.2013 | mjr Mirosław Zyber        | 7 BOW        | ok. 40–50  |
| VI     | 19.09.2013 | 10.03.2014 | ppłk Jarosław Jalowski    | 7 BOW        | ok. 40–50  |
| VII    | 10.03.2014 | 15.09.2014 | ppłk Krzysztof Karczewski | 7 BOW        | ok. 40–50  |
| VIII   | 15.09.2014 | 15.03.2015 | mjr Andrzej Szybisty      | 2 BZ         | ok. 40–50  |

Struktura organizacyjna PKW EUFOR/MTT od IX zmiany:
- Dowództwo PKW (Sarajewo)
  - Zespół Łącznikowo-Obserwacyjny – LOT (Doboj)
  - Zespół Szkoleniowy – transport i ruch wojsk – MTT-1 (Doboj)
  - Zespół Szkoleniowy – LL EAT (Sarajewo)
  - Zespół Doradczy – EAT (Banja Luka)
  - personel w HQ EUFOR, LCC i Międzynarodowej Grupie ŻW (IMP) (Sarajewo)[24]

Czas trwania, dowódcy, jednostka wystawiająca oraz liczebność poszczególnych zmian:
| Zmiana | Początek   | Koniec     | Dowódca                   | Wystawiająca | Liczebność |
| ------ | ---------- | ---------- | ------------------------- | ------------ | ---------- |
| IX     | 15.03.2015 | 10.09.2015 | ppłk Zygmunt Głogowski    | 2 BZ         | ok. 40–50  |
| X      | 10.09.2015 | 15.03.2016 | ppłk Roman Kociński       | 7 BOW        | ok. 40–50  |
| XI     | 15.03.2016 | 20.09.2016 | ppłk Paweł Jędryczka      | 17 BZ        | ok. 40–50  |
| XII    | 20.09.2016 | 21.03.2017 | ppłk Tomasz Stachera      | 17 BZ        | ok. 40–50  |
| XIII   | 21.03.2017 | 19.09.2017 | ppłk Dariusz Huryń        | 17 BZ        | ok. 40–50  |
| XIV    | 19.09.2017 | 23.03.2018 | ppłk Wojciech Luzak       | 17 BZ        | ok. 40–50  |
| XV     | 23.03.2018 | 25.09.2018 | ppłk Tomasz Adamczyk      | 7 BOW        | ok. 40–50  |
| XVI    | 25.09.2018 | 26.03.2019 | ppłk Jarosław Bondalski   | 8 pplot      | ok. 40–50  |
| XVII   | 26.03.2019 | 21.10.2019 | ppłk Paweł Jędryczka      | 17 BZ        | ok. 40–50  |
| XVIII  | 21.10.2019 | 28.04.2020 | ppłk Grzegorz Pawełko     | 23 pa        | ok. 40–50  |
| XIX    | 28.04.2020 | 28.10.2020 | ppłk Arkadiusz Rożnowski  | 11 pa        | ok. 40–50  |
| XX     | 28.10.2020 | 13.05.2021 | ppłk Tomasz Kocikowski    | 15 pplot     | ok. 40–50  |
| XXI    | 13.05.2021 | 12.11.2021 | ppłk Radosław Kozielewicz | 21 BSP       | ok. 40–50  |
| XXII   | 12.11.2021 | 30.05.2022 | ppłk Marcin Samburski     | 21 BSP       | ok. 40–50  |
| XXIII  | 30.05.2022 | 25.11.2022 | ppłk Wojciech Adamowicz   | 11 pa        | ok. 40–50  |
| XXIV   | 25.11.2022 | 25.05.2023 | ppłk Wojciech Turowski    | 16 pl        | ok. 40–50  |
| XXV    | 25.05.2023 | 27.11.2023 | ppłk Marcin Michalec      | 4 pplot      | ok. 40–50  |
| XXVI   | 27.11.2023 | 20.05.2024 | ppłk Dominik Kasperek     | 4 pplot      | ok. 40–50  |
| XXVII  | 20.05.2024 | 25.11.2024 | ppłk Roman Osiński        | 15 pplot     | ok. 40–50  |
| XXVIII | 25.11.2024 |            | ppłk Tomasz Cichecki      | 1 MBA        | ok. 40–50  |

## Odznaczenia za udział w kontyngencie

Baretka medalu NATO za IFOR i SFOR
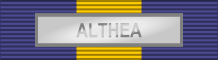
Baretka medalu za EUFOR Althea
Baretka medalu XVI zmiany PKW EUFOR Althea
Baretka odznaki PKW EUFOR/MTT oraz PKW EUFOR Althea
Baretka medali XIX i XXIII zmiany PKW EUFOR Althea
Baretka medalu XXV zmiany PKW EUFOR Althea
Baretka medalu XXVII zmiany PKW EUFOR Althea

## Kontyngent w kulturze masowej
Żołnierze PKW IFOR byli głównymi bohaterami filmu wojennego Demony wojny według Goi z 1998 w reżyserii Władysława Pasikowskiego. Przedstawia on całkowicie fikcyjną akcję ratunkową polskich żołnierzy, przy tym realizatorzy popełnili kilka błędów merytorycznych w stosunku do polsko-nordyckiej brygady, określonej jako „Polsko-Nordycki Kontyngent IFOR” (od nazwy, poprzez czas i miejsce stacjonowania wojsk po wyposażenie Polaków).
Polscy żołnierze pojawili się również w filmie sensacyjnym The Peacemaker z 1997, gdzie w krótkiej scenie dokonali rewizji w domu bośniackiego terrorysty (ponownie przedstawiono ich ze złym wyposażeniem).